# لئونیداس کوکاس
لئونیداس کوکاس (یونانی: Λεωνίδας Κόκ(κ)ας؛ زادهٔ ۳ ژوئن ۱۹۷۳) وزنه‌بردار اهل یونان بود.